# 王靖渝
王靖渝（2001年9月27日—），重慶人，自稱中華人民共和国持不同政见者。据其本人所述，2019年因在抖音发表支持香港示威的视频和评论而被迫流亡海外。2021年2月，因其在微博上发表中印冲突的相关评论而引起争议。在荷兰，他被多名异见人士指控涉嫌诈骗中国异见人士或中國海外留学生。

## 經歷

### 早年
王靖渝表示从小就由父亲教会“翻墙”，并且要他不要相信中国媒体的报道，因為那些都是谎言。在学校，他曾是是老师的重点关注对象。他认为中国共产党政权不合法，因此转过很多次学，也过早地尝到来自官方的打压。
2019年，王靖渝因在抖音发表支持香港示威的视频和评论而被迫和女友流亡海外。

### 通緝

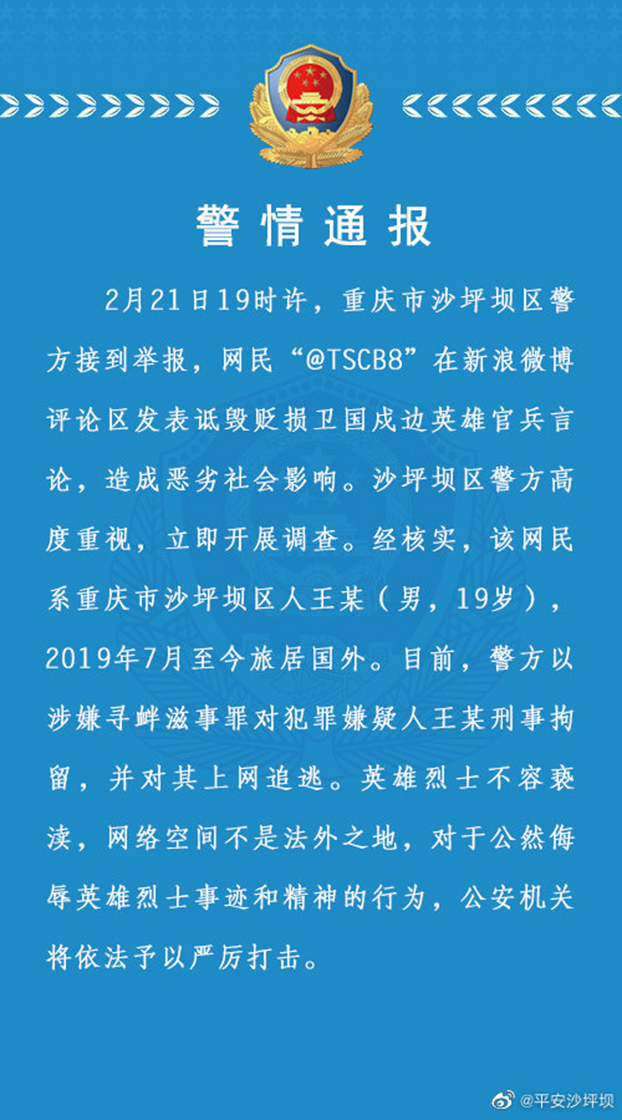
重庆沙坪坝区警方发布的警情通报

2021年2月21日，王靖渝於微博发表对2020年中印边境冲突的评论，包括“解放军死的好，印度人这件事干得好。”、“难道就死了这么几个解放军吗？”和“为什么这么久以后才发出这个新闻？”等言论。随后王靖渝被重庆沙坪坝区秦家岗警察以「寻衅滋事罪」进行刑事拘留，并对其上网通缉，并要求他在限期内回国自首。

### 迪拜被捕
2021年4月5日，王靖渝搭乘阿联酋航空公司航班由阿联酋转机前往美国纽约时被迪拜警方以“侮辱宗教罪”逮捕，面临遣返中国的风险。5月20日，被迪拜警方拘禁近两个月的王靖渝通过友人在社交媒体发布求救信息。随后，对华援助协会主席傅希秋通过社交媒体宣布已经就此事向美国白宫、美国国务院沟通，美国政府已经介入。
5月27日，美联社就王靖渝在迪拜中转赴美过程中被当地警方抓捕一事采访迪拜政府新闻媒体办公室。迪拜政府新闻媒体办公室首次回复否认王靖渝受到“侮辱宗教罪”的指控并且声称王靖渝是因为没有支付酒店账单被捕，在美联社展示王靖渝的检察院案件信息后迪拜政府新闻媒体办公室回应王靖渝在未支付酒店账单的基础上有侮辱宗教的行为。阿联酋当局在美联社询问王靖渝案件后的数小时释放了王靖渝。美国国务院告诉美联社王靖渝的案件涉及人权问题。
31日，中华人民共和国外交部例行新闻记者会上印度广播公司记者提问称：“据报道，王靖渝因去年在网上发布关于中印边境冲突的评论而被中国通缉。此人被迪拜警方逮捕，在几周拘留后被释放。你能否证实中国是否因其网上有关言论而寻求将其引渡？能否就此提供更详细的信息？”对此，外交部发言人汪文斌回应表示：“我注意到有关报道。中方主管部门正在依法调查处理有关案件。”

### 送返土耳其
在美国国务院、对华援助协会、傅希秋牧师、郭宝胜牧师、邱家军等人以及各大媒体及国际社会的帮助下，王靖渝于2021年5月27日被迪拜警方押赴機場，並直接送上前往伊斯坦布爾的飛機，驱逐出境至出发地土耳其。迪拜释放王靖渝时并未归还王靖渝的个人物品。而其友人郭寶勝在推特中表示，土耳其當局以王靖渝沒有提前申請為由扣留了他的護照。

### 申請荷蘭庇护
2021年7月19日，王靖渝与未婚妻吴欢搭乘班机经乌克兰抵达荷兰。20日，王靖渝委托对华援助协会发表声明称自己的美国绿卡被在迪拜的中国政府特工非法没收了，由于情况紧急，中国护照不得免签证前往民主国家，因此向荷兰王国申请政治庇护，并于次年4月被批准。
在这之前，有组织要求两人在一份荷兰语的撤销庇护申请的文件上签字，智库“公民力量研究所”前所长邱家军认为这正是中共在幕后操纵。

## 新闻报导
2021年6月30日，王靖渝的未婚妻吴欢在乌克兰一处安全屋接受美联社采访；8月16日，美联社发布报道；8月18日，环球时报以“一个精神失常的中国女子，被美国大媒体看上了”为标题报道王靖渝。
2022年1月18日，半岛电视台、日本经济新闻、奥地利新闻报、波兰TVN、法兰克福汇报等多国媒体在同一天报道王靖渝遭遇中共长臂管辖的骚扰。 1月28日，荷兰人民报发表文章报道王靖渝在荷兰遭到的疑似来自中國的骚扰和迫害。2月9日，英国Skynews发布调查文章和纪录片，报道了王靖渝遭遇中國长臂管辖，在迪拜险些被遣返回中国的遭遇。10月25日，荷兰媒体RTL Nieuws报道中国设立在荷兰鹿特丹的“海外警察局”持续对王靖渝进行骚扰：6月有人持刀恐吓王靖渝；9月有人冒充王靖渝制造炸弹威胁；10月有身穿中國军装的人当街拦截王靖渝。27日，荷兰外交部发言人向BBC等多家媒体表示王靖渝受到了中国海外警察局的骚扰，荷兰警方正在计划为王靖渝提供保护。
2023年1月12日，德国电视一台，德国电视二台共同发布纪录片报道王靖渝在欧盟遭遇的中國海外警察的骚扰和迫害。2月1日，視博恩报道了中國海外警察和特工对王靖渝进行的骚扰和迫害，以及中共在多个国家开设海外警察局的行为。6日，德国之声报道了王靖渝在海外被中國迫害的情況。3月5日，荷兰警方发言人向媒体确认冒充王靖渝发布的炸弹威胁来源于中国和香港。4月8日，荷兰人民报发布了调查报道：中國冒充王靖渝发布炸弹威胁，以及记者因为采访王靖渝受到中國多次迫害。9日，荷兰外交部表示对王靖渝和荷兰记者Marije Vlaskamp的遭遇深感担忧。并且就此事要求中国大使馆作出解释。同日，荷兰国家反恐安全部门对中国大使馆向警方报告虚假威胁声称王靖渝和Marije安装炸弹表示谴责。4月24日，亚洲国际新闻以“中国越过领土骚扰、恐吓其定居在国外的公民：报告”为题对王靖渝进行报道。26日，记者无国界发文谴责。29日，王靖渝接受中央社電訪時表示:「歐洲警方蠻無能的，即使我的案件已逮捕幾位嫌犯，卻沒有把他們跟中國政府聯繫起來，認為只是個案，我感到很遺憾。」5月6日，王靖渝和赵云庭在中国驻芬兰大使馆前抗议时，疑似中国驻芬兰大使馆工作人员向芬兰警方报警声称王靖渝和赵云庭在赫尔辛基安装了炸弹，两人遭到芬兰警方逮捕并被拘留数天后无罪释放。23日，荷兰电讯报和自由亚洲电台报道了荷兰外长访华中，向中国外长秦刚提及中国大使馆冒充王靖渝和其他异议人士发送炸弹威胁的事情，但是被中国外长否认，秦刚说中国政府没有参与其中。

## 争议
王靖渝自称自己有“美国绿卡”、是“美国永久居民”，并被多家传媒报道，但是其又于2022年4月自称向荷兰成功申请庇护。2024年4月，傅希秋发表推文称自己已经向美国政府确认，王靖渝没有美国绿卡。
2024年8月，全国公共广播电台记者弗兰克·郎菲特（Frank Langfitt）发表报道。他在采访过程中发现王的自述经历多处前后不一致，于是与另一匿名记者对他开展数月的调查，最终发现他的受迫害经历存在虚构，而且曾多次诈骗其他不同政见者的钱财。
王靖渝被指控涉嫌的诈骗行为包括：
- 向异见人士声称自己可以（用关系）安排媒体采访、申请欧洲庇护；或者向中國海外留学生声称提供貨幣兌換匯率優惠，約受害人出來之后，也许会骗取钱财，但是最后都会向當地執法機關報案、指控受害者是中國間諜。
- 伪造自己受“海外警察”威胁的聊天记录截圖[48]。
- 以自己的名义发送炸弹威胁，然后报警声称这是中共间谍冒充自己。